# Decimus Valerius Asiaticus
Decimus Valerius Asiaticus (Vienna, 5 v.Chr. – Rome, 47), beter bekend als Valerius Asiaticus, was een Romeins politicus uit de 1e eeuw.

## Biografie
De familie van Valerius Asiaticus was van Allobrogische afkomst. Een voorouder van hem verkreeg het Romeins staatsburgerschap van Gaius Valerius Flaccus, die indertijd gouverneur was Gallia Transalpina, en ook diens naam.
Op jonge leeftijd werd Valerius Asiaticus naar Rome gestuurd om carrière te maken. Hij raakte goed bekend met de Julisch-Claudische dynastie. Zo kwam hij vaak op bezoek in het huis van Antonia minor, die de moeder van keizer Claudius I was. Asiaticus trouwde met Lollia Saturninia wier zus zou trouwen met Caligula. In het jaar 35 wordt Valerius Asiaticus door keizer Tiberius benoemd tot consul suffectus, hiermee werd hij de eerste Galliër die deze positie bekleedde.
Valerius Asiaticus ontwikkelde een antipathie tegen Caligula nadat hij de vrouw van Asiaticus tot zijn minnares had gekozen. Hij wordt dan ook gezien als een van de samenzweerders die achter de moord op de keizer zaten. Hierop deed Asiaticus zelf een poging om de macht te grijpen, maar dit mislukte. Toch streed hij aan de zijde van Claudius I tijdens de Romeinse verovering van Britannia in 43. Drie jaar later werd hij consul ordinarius.
Hij had in de loop van de jaren veel rijkdom vergaard en zo waren ook de Tuinen van Lucullus zijn eigendom. Een jaar na zijn consulaat werd hij aangeklaagd wegens overspel door Publius Suillius Rufus. Rufus had Asiaticus echter aangeklaagd namens Messalina, de derde vrouw van keizer Claudius. Zij wilde namelijk de tuinen als haar eigendom hebben. Claudius veroordeelde Asiaticus tot de dood. Hierop beroofde hij zichzelf van het leven door zijn aderen door te snijden.